# Coppa Sudamericana 2025 (fase preliminare)
La fase preliminare della Copa Sudamericana 2025 si è disputata tra il 4 e il 6 marzo 2025. A questa fase della competizione hanno preso parte un totale di 32 squadre, di cui 16 si sono qualificate per la successiva fase a gironi, composta da 32 squadre.

## Date
| Fase       | Turno       | Sorteggio        | Andata         | Ritorno        |
| ---------- | ----------- | ---------------- | -------------- | -------------- |
| Prima fase | Preliminari | 19 dicembre 2024 | 4-6 marzo 2025 | 4-6 marzo 2025 |

## Sorteggio
Il sorteggio della fase preliminare si è tenuto il 19 dicembre 2024 presso la sede della CONMEBOL di Luque (Paraguay), contemporaneamente al sorteggio della fase preliminare della Copa Libertadores 2025. Sono state predisposte 8 urne, in ognuna delle quali sono stati inserite le squadre appartenenti alla stessa federazione di appartenenza, in modo da definire gli scontri diretti obbligatoriamente tra squadre della stessa nazione. La squadra estratta per prima avrà il vantaggio di giocare in casa la sfida. Al momento del sorteggio non si aveva conoscenza delle squadre Bolivia 2, Bolivia 3, Bolivia 4 e Colombia 1.

### Fase 1
| Urna 1                                                    | Urna 2                                                           | Urna 3                                                             | Urna 4                                                      |
| --------------------------------------------------------- | ---------------------------------------------------------------- | ------------------------------------------------------------------ | ----------------------------------------------------------- |
| - Universitario Vinto - Bolivia 2 - Bolivia 3 - Bolivia 4 | - Palestino - Universidad Católica - Unión Española - CD Everton | - Colombia 1 - Once Caldas - Atlético Junior - América de Cali     | - Universidad Católica - Aucas - Mushuc Runa - Orense       |
| Urna 5                                                    | Urna 6                                                           | Urna 7                                                             | Urna 8                                                      |
| - Guaraní - 2 de Mayo - Sp. Luqueño - Sportivo Ameliano   | - Cusco - Cienciano - Atlético Grau - ADT                        | - Cerro Largo - Danubio - Racing Montevideo - Montevideo Wanderers | - Metropolitanos - Dep. La Guaira - Academia P.C. - Caracas |

## Fase 1
La Fase 1 della Fase preliminar si è realizzata in un turno in gara unica, disputate tra il 4 e il 6 marzo 2025.
Alla Fase 1 hanno preso parte 32 squadre, accoppiate dal sorteggio in modo da far scontrare squadre della stessa federazione di appartenenza. Le 16 squadre vincitrici hanno ottenuto il diritto di accedere alla successiva fase a gironi della competizione.

### Riepilogo
| Federazione | Squadra 1            | Totale          | Squadra 2            |
| ----------- | -------------------- | --------------- | -------------------- |
| Bolivia     | Universitario Vinto  | 0 – 1           | Nacional Potosí      |
| Bolivia     | Aurora               | 0 – 1           | Gualberto Villarroel |
| Cile        | Universidad Católica | 1 – 1 (4-5 dtr) | Palestino            |
| Cile        | Unión Española       | 2 – 2 (3-1 dtr) | CD Everton           |
| Colombia    | Atlético Junior      | 2 – 2 (3-4 dtr) | América de Cali      |
| Colombia    | Once Caldas          | 1 – 0           | Millonarios          |
| Ecuador     | Mushuc Runa          | 2 – 1           | Orense               |
| Ecuador     | Universidad Católica | 0 – 0 (4-2 dtr) | Aucas                |
| Paraguay    | Sp. Luqueño          | 2 – 0           | Sportivo Ameliano    |
| Paraguay    | Guaraní              | 2 – 0           | 2 de Mayo            |
| Perù        | ADT                  | 1 – 1 (5-6 dtr) | Cienciano            |
| Perù        | Atlético Grau        | 0 – 0 (4-2 dtr) | Cusco                |
| Uruguay     | Racing Montevideo    | 0 – 0 (4-2 dtr) | Montevideo Wanderers |
| Uruguay     | Cerro Largo          | 2 – 2 (4-3 dtr) | Danubio              |
| Venezuela   | Academia P.C.        | 3 – 0           | Metropolitanos       |
| Venezuela   | Dep. La Guaira       | 0 – 2           | Caracas              |

### Risultati

#### Universitario de Vinto - Nacional Potosí
| Arbitro: | Aragón |

|  |           |                    |
|  | Marcatori | 31’ (aut.) Camacho |

Con la vittoria per 1-0 sull'Universitario de Vinto, il Nacional Potosí si è qualificato per la fase a gironi.

#### Aurora - GV San José
| Arbitro: | Cabero |

|  |           |            |
|  | Marcatori | 62’ Calero |

Con la vittoria per 1-0 sull'Aurora, il Gualberto Villarroel si è qualificato per la fase a gironi.

#### Universidad Católica - Palestino
| Arbitro: | Falcón Pérez |

|                                           |                      |                                    |
| Zampedri 88’                              | Marcatori            | 11’ Carrasco                       |
| Zampedri Jader Cuevas D. Valencia Ampuero | Tiri di rigore 4 – 5 | Martínez Tapia Meza Zúñiga Marabel |

Permanendo il risultato di parità (1-1) dopo i tempi regolamentari, sono stati necessari i calci di rigore dai quali è uscito vincitore il Palestino, che in tal modo ha battuto l'Universidad Católica e si è qualificato alla fase a gironi.

#### Unión Española - Everton
| Arbitro: | Zanovelli |

|                                    |                      |                               |
| Jeraldino 8’ Aránguiz 45+1’ (rig.) | Marcatori            | 2’ Ramírez 81’ (rig.) Ramírez |
| Uribe Suárez Carvallo Díaz         | Tiri di rigore 3 – 1 | Baeza Moya Soto Piñeiro       |

Permanendo il risultato di parità (2-2) dopo la disputa dei tempi regolamentari, sono stati necessari i tiri di rigore dai quali è uscito vincitore l'Unión Española, che in tal modo ha battuto l'Everton e si è qualificato alla fase a gironi.

#### Junior - América de Cali
| Arbitro: | Sampaio |

|                                       |                      |                                         |
| Paiva 54’ Paiva 71’                   | Marcatori            | 38’ Lucumí 44’ Vergara                  |
| González Barrera Rodríguez Báez Paiva | Tiri di rigore 3 – 4 | Quintero Holgado Soto Barrios Carrascal |

Permanendo il risultato di parità (2-2) alla fine dei tempi regolamentari, sono stati necessari i tiri di rigore dai quali è uscito vincitore l'América de Cali, che in tal modo ha battuto il Junior e si è qualificato alla fase a gironi.

#### Once Caldas - Millonarios
| Arbitro: | Matonte |

|             |           |  |
| Barrios 80’ | Marcatori |  |

Con la vittoria per 1-0 sul Millonarios, l'Once Caldas si è qualificato per la fase a gironi.

#### Mushuc Runa - Orense
| Arbitro: | Vargas |

|                               |           |              |
| Bentaberry 17’ Simisterra 56’ | Marcatori | 39’ Achilier |

Con la vittoria per 2-1 sull'Orense, il Mushuc Runa si è qualificato per la fase a gironi.

#### Universidad Católica - Aucas
| Arbitro: | Alarcón |

|                                  |                      |                                     |
| Cangá I. Díaz Martínez Cacciabue | Tiri di rigore 4 – 2 | Montenegro Jaramillo Porozo Almagro |

Permanendo il risultato di parità (0-0) dopo i tempi regolamentari, sono stati necessari i tiri di rigore dai quali è uscito vincitore l'Universidad Católica, che in tal modo ha battuto l'Aucas e si è qualificato alla fase a gironi.

#### Sportivo Luqueño - Sportivo Ameliano
| Arbitro: | Garay |

|                    |           |  |
| Vera 47’ Ayala 86’ | Marcatori |  |

Con la vittoria per 2-0 sullo Sportivo Ameliano, lo Sportivo Luqueño si è qualificato alla fase a gironi.

#### Guaraní - 2 de Mayo
| Arbitro: | Tejera |

|                            |           |  |
| Mendieta 38’ Torales 90+2’ | Marcatori |  |

Con la vittoria per 2-0 sul 2 de Mayo, il Guaraní si è qualificato alla fase a gironi.

#### ADT - Cienciano
| Arbitro: | López |

|                                                  |                      |                                                |
| Cedrón 67’                                       | Marcatori            | 90+2’ (aut.) Choi                              |
| Choi Bersano Robles Cabello Fuentes Pérez Moyano | Tiri di rigore 5 – 6 | Garcés Cueva Valoyes Beto Estrada Neira Bolado |

Permanendo il risultato di pareggio (1-1) dopo i tempi regolamentari, sono stati necessari i calci di rigore dai quali è uscito vincitore il Cienciano, che in tal modo ha battuto l'ADT e si è qualificato alla fase a gironi.

#### Atlético Grau - Cusco
| Arbitro: | Loayza |

|                                   |                      |                                |
| Álvarez Rostaing Vásquez Olivares | Tiri di rigore 4 – 2 | Colman Colitto Ruidías Ampuero |

Permanendo il risultato di parità (0-0) dopo i tempi regolamentari, sono stati necessari i tiri di rigore dai quali è uscito vincitore l'Atlético Grau, che in tal modo ha battuto il Cusco e si è qualificato alla fase a gironi.

#### Racing - Montevideo Wanderers
| Arbitro: | Pérez |

|                                      |                      |                          |
| Sosa Sánchez Ferreira Pereira Severo | Tiri di rigore 4 – 2 | Veglio Lima Viudez Royón |

Permanendo il risultato di parità (0-0) dopo i tempi regolamentari, sono stati necessari i tiri di rigore dai quali è uscito vincitore il Racing de Montevideo, che in tal modo ha battuto il Montevideo Wanderers e si è qualificato alla fase a gironi.

#### Cerro Largo - Danubio
| Arbitro: | Herrera |

|                                    |                      |                                          |
| Affonso 20’ Affonso 45+6’          | Marcatori            | 49’ Cardozo 86’ (rig.) S. Fernández      |
| Bertochi Otormín Di Pippa Contrera | Tiri di rigore 4 – 3 | S. Fernández Millán Romero Femia Peralta |

Permanendo il risultato di parità (2-2) dopo i tempi regolamentari, sono stati necessari i tiri di rigore dai quali è uscito vincitore il Cerro Largo, che in tal modo ha battuto il Danubio e si è qualificato alla fase a gironi.

#### Academia Puerto Cabello - Metropolitanos
| Arbitro: | Benítez |

|                                         |           |  |
| Manzambi 52’ Padrón 90+1’ Paredes 90+9’ | Marcatori |  |

Con la vittoria per 3-0 sul Metropolitanos, l'Academia Puerto Cabello si è qualificata per la fase a gironi.

#### Deportivo La Guaira - Caracas
| Arbitro: | Betancur |

|  |           |                             |
|  | Marcatori | 23’ Echenique 56’ Echenique |

Con la vittoria per 2-0 sul Deportivo La Guaira, il Caracas si è qualificato alla fase a gironi.